# Roberto Ciardi
Roberto Paolo Ciardi (Prato, 30 marzo 1938) è uno storico dell'arte italiano.

## Biografia
Allievo del corso ordinario e del corso di perfezionamento della Scuola Normale Superiore di Pisa, si è laureato nel 1960, sotto la guida di Carlo Ludovico Ragghianti. Ha conseguito la libera docenza in storia dell'arte medievale e moderna nel 1969. Nel 1981 ha vinto il concorso di professore ordinario di storia dell'arte moderna, disciplina che ha insegnato presso l'Università degli studi di Pisa fino al 2006. Nello stesso anno il Ministro dell'Università e della Ricerca gli ha conferito il titolo di professore emerito di storia dell'arte.
Ha insegnato anche nell'Università di Parma; è stato visiting professor nella Syracuse University (N.Y.) e conferenziere presso il Collège de France e il Musée du Louvre.
È stato direttore del Dipartimento di storia delle arti dell'Università di Pisa e presidente del corso di laurea in conservazione dei beni culturali della stessa università.
Nel 1995 il Presidente della Repubblica Italiana lo ha insignito della "medaglia d'oro dei benemeriti della cultura e dell'arte".
Nel 2005 è stato insignito dall'Università di Pisa dell'Ordine del Cherubino.
Nel 2011 il Romano Pontefice Benedetto XVI della Chiesa Cattolica lo ha insignito del titolo pontificio di "commendatore" dell'Ordine di San Silvestro Papa.
È socio nazionale dell'Accademia dei Lincei.
È membro del Comitato di redazione della rivista “Commentari d'arte”, del Comitato esecutivo della Commissione Nazionale per l'edizione dei disegni e degli scritti di Leonardo da Vinci, fa parte dei soci dell'Ente Raccolta Vinciana Archiviato il 12 agosto 2014 in Internet Archive., dell'Internationaler Lexikonbeirat dell'Allgemeines Künstlerlexikon. Fa parte della giuria del premio letterario nazionale Pisa sezione saggistica.
È direttore delle collane “Odoporico pisano” e “La Toscana descritta”. Con Mina Gregori ha diretto la collana “Storia dell'arte in Toscana” della quale sono usciti tra il 2000 e il 2006 sei volumi (dal Trecento all'Ottocento).
Ha al suo attivo circa centocinquanta pubblicazioni, alcune delle quali sono apparse in francese, inglese, tedesco e giapponese.
Si è occupato prevalentemente di problemi di cultura artistica dal secolo XV al secolo XIX, indirizzando le proprie ricerche allo studio delle fonti e dei trattati, dei quali ha curato monumentali edizioni critiche, introdotte e commentate (G.P. Lomazzo, Scritti sulle arti, Firenze 1973-75; G. Bossi, Scritti sulle arti, Firenze 1982).
Ha rivolto la sua attenzione e i suoi studi alla pittura e alla scultura in Lombardia e in Toscana, nell'arco di tempo compreso tra il Quattrocento e il primo Ottocento, pubblicando monografie, dirigendo collane editoriali e organizzando mostre. Si segnalano in particolare quelle sulla pittura a Pisa nel Cinque–Seicento, sul Rosso Fiorentino, sul Cercignani e Daniele da Volterra (artista sul quale ha dato in stampa anche una specifica monografia).
È specialista della storia delle modalità di rappresentazione del corpo e dell'iconografia anatomica. Su queste tematiche ha organizzato tre mostre: sulle tavole di Paolo Mascagni, (Pisa 1976); sulla cultura artistico-scientifica intorno a Giovan Battista Morgagni (Forlì 1982), sui disegni cinque-seicenteschi degli Uffizi (Firenze 1984). Ha inoltre curato e introdotto la ripubblicazione delle voci e delle illustrazioni relative all'anatomia dell’Encyclopédie (Milano 1981). Recente la sua condirezione al volume La bella anatomia: il disegno del corpo fra arte e scienza nel Rinascimento (Milano 2009).
Attualmente fa parte del Comitato scientifico della mostra "Leonardo, il disegno del mondo" compresa nella manifestazioni indotte per l'EXPO 2015 di Milano.
Risiede a Lari, in provincia di Pisa.

## Opere scelte
- Giovan Ambrogio Figino, Firenze 1968
- L'immagine del potere dal centro alla periferia, in Livorno e Pisa, due città e un territorio nella politica dei Medici, catalogo della mostra, Pisa 1980
- Le pale della Crusca. Cultura e simbologia (in collaborazione con L. Tongiorgi Tomasi), Firenze 1983
- Rosso Fiorentino (in collaborazione con A. Mugnaini), Firenze 1991
- Vita attiva e vita contemplativa nelle imprese degli accademici Intronati, in Documentary Culture. Florence and Rome from Grand-Duke Ferdinand I to Pope Alexander VII. Villa Spelman Colloquia, volume 3, Bologna 1992
- Pittura a Pisa tra Manierismo e Barocco (in collaborazione con R. Contini e G. Papi), Milano 1992
- Il Rosso e Volterra, catalogo della mostra, Volterra, 15 luglio-20 ottobre 1994. Venezia 1994
- A Knot of Words and Things'; Some Clues for Interpreting the Imprese of Academies and Academicians, in Italian Academies of the Sixteenth Century, Warburg Institute Colloquia I, London 1995
- Il Rosso e Volterra, catalogo della mostra, Volterra, 15 luglio-20 ottobre 1994. Venezia 1994 Leonardo illustrato: genio e morigeratezza, in L'immagine di Leonardo. Testimonianze figurative dal XVI al XIX secolo, catalogo della mostra, Firenze 1997
- Daniele a Volterra: esordio e ritorni, in Dopo il Rosso. Artisti a Volterra e Pomarance, catalogo della mostra, Volterra, 19 luglio-3 novembre 1997
- Firenze di fronte a Roma. Fiducia nel primato e difesa della tradizione, in R.P. Ciardi, A.Natali (a cura di ), *Storia dell'arte in Toscana. Il Cinquecento, Firenze 2000
- Evocazioni di un fantasma. Fortuna e sfortune dell'Ultima Cena dal Settecento al Novecento, in Il Genio e le Passioni. Leonardo e il Cenacolo: precedenti, innovazioni, riflessi di un capolavoro, catalogo della mostra, Milano 2001
- “Speculum et aenigma”, la rappresentazione della realtà tra codice e aderenza al vero in R.P. Ciardi, G. Dalli Regoli (a cura di), Storia delle arti in Toscana. Il Quattrocento, Firenze 2002
- Le corps transparent: Modalités d'iconographie anatomique chez Michel-Ange, in C. Rabbi (a cura di),  L'anatomie chez Michel-Ange: de la réalité à l'idéalité, Paris, Hermann, 2003
- Daniele Ricciarelli. Da Volterra a Roma (in collaborazione con B. Moreschini), Milano 2004
- Devozione e celebrazione. L'immagine dell'Immacolata prima e dopo la proclamazione del dogma, in Una donna vestita di sole, catalogo della mostra, Città del Vaticano 2004
- Dal simbolo all'allegoria. Arte educatrice, arte cortigiana, in Storia delle arti in Toscana. Il Settecento, Firenze 2006
- Leonardo e lo sgabello: conoscenza scientifica e immaginazione artistica nelle considerazioni di Galileo, in *Immagine e ideologia, Studi in onore di Arturo Carlo Quintavalle, Milano 2007
- “Cose facili e graziose”, la peinture à Prato au Cinquecento, in Filippo e Filippino Lippi, catalogo della mostra, Paris, Musée du Luxenbourg, 2009
- Anatomia. Esercizio e mito, in A. Carlino, R.P. Ciardi, A. Petrioli Tofani (a cura di), La bella anatomia: il disegno del corpo fra arte e scienza nel Rinascimento, Milano 2009
- “Schemata ad vivum depicta. Immagini e testo nel “libro” di anatomia di Filippo Cavriani, in Anatomia depicta. Il manoscritto Nuove Accessioni 329 della Biblioteca Nazionale Centrale di Firenze, Roma, Istituto dell'Enciclopedia Treccani 2010
- Les Lomi-Gentileschi, une famille d'artistes de la Toscane à la scène internazionale, in Artemisia 1593-1654, catalogo della mostra, Parigi, Musèe Maillol, 2012, pp. 201–209.
- Anatomia come allegoria: immagini trasparenti e corpi simbolici, in Le corps transparent, Roma 2013, pp. 51–70.